# Reinhard Rohn
Reinhard Rohn (* 7. April 1959 in Osnabrück) ist ein deutscher Schriftsteller, Übersetzer, Lektor und Verlagsleiter. Mit seinen bisher vier Romanen aus der Köln-Krimi-Serie mit dem Protagonisten Kommissar Matthias Brasch wurde er als Autor von Krimis bekannt.

## Leben
Reinhard Rohn arbeitete von 1987 bis 1994 als Lektor bei Bastei-Lübbe und ist seit 1999 Programmchef und Verlagsleiter von Rütten & Loening in der Aufbau Verlagsgruppe. Er gilt als Spezialist für historische Romane, Krimis und große außereuropäische Romane.
Ebenfalls seit 1999 ist Rohn auch schriftstellerisch tätig. Um seine hauptberufliche Verlegertätigkeit und die freiberufliche schriftstellerischer Arbeit zu trennen, sind seine bisher veröffentlichten Werke in konkurrierenden Verlagshäusern erschienen, bis 2007 im Goldmann Verlag und ab 2008 im Scherz-Verlag. Schauplatz seiner Krimis ist Köln, wo er auch mit seiner Familie wohnt.
Unter dem Pseudonym Arne Blum hat Reinhard Rohn 2010 das Buch Saubande – Ein Schweinekrimi veröffentlicht.

## Werke

### Matthias-Brasch-Reihe
1. Leere Spiegel. Goldmann 2000, ISBN 3-442-44816-6.
2. Der glückliche Tote. Goldmann 2004, ISBN 3-442-45238-4.
3. Die weiße Sängerin. Goldmann 2004, ISBN 3-442-45239-2.
4. Die falsche Diva. Goldmann 2006, ISBN 3-442-46039-5.

### Jan-Schiller-Reihe
1. Falsche Herzen. Emons Verlag 2008, ISBN 978-3-89705-601-5.
2. Kölnisch Wasser. Emons Verlag 2010, ISBN 978-3-89705-722-7.
3. Kölner Lichter. Emons Verlag 2011, ISBN 978-3-89705-869-9.
4. Barfuß in Köln. Emons Verlag 2012, ISBN 978-3-89705-992-4.
5. Der Richter von Köln. Emons Verlag 2013, ISBN 978-3-95451-186-0.
6. Kölner Finale. Emons Verlag 2015, ISBN 978-3-95451-606-3.
7. Kölner Ringe, Emons Verlag 2017, ISBN 978-3-96041-271-7.

### Lea-Larcher-Reihe
1. Leise, stirb leise. Kriminalroman, dtv, München 2015, ISBN 978-3-423-21600-5.
2. Morgen stirbst du. Kriminalroman, dtv, München 2016, ISBN 978-3-423-21652-4.
3. Engelstod. Kriminalroman, dtv, München 2018, ISBN 978-3-423-21746-0.

### Faller-Reihe
1. Faller und der Pate von Köln. Köln Krimi. Emons Verlag, Köln 2023, ISBN 978-3-7408-1762-6.
2. Faller und die Tote von Köln. Köln Krimi. Emons Verlag, Köln 2024, ISBN 978-3-7408-2054-1.

### Weitere Romane
- Rote Frauen. Goldmann 1999, ISBN 3-442-44558-2.
- Von sanfter Hand. Goldmann 2002, ISBN 3-442-44817-4.
- Das Winterkind. Goldmann 2003, ISBN 3-442-45485-9.
- Der Engel am Ende der Nacht. Scherz 2008, ISBN 978-3-502-18101-9.

### Als Arne Blum
1. Saubande – Ein Schweinekrimi. Limes, München 2010, ISBN 978-3-8090-2575-7.  Saubande – Ein Schweinekrimi. Hörbuch bei Random House Audio, Köln 2010, ISBN 978-3-8371-0311-3.
2. Rampensau – Ein Schweinekrimi. Limes, München 2011, ISBN 978-3-8090-2596-2.
3. Schöne Sauerei – Ein Schweinekrimi. Limes, München 2012, ISBN 978-3-8090-2614-3.